# Береги (Ровненская область)
Береги́ (укр. Береги) — село в Млиновской поселковой общине Дубенского района Ровненской области Украины.
До 2020 года входило в Млиновский район.
Население по переписи 2023 года составляло 805 человек. Почтовый индекс — 35109. Телефонный код — 3659. Код КОАТУУ — 5623880301.